# میدانک (ساری)
میدانک، روستایی است از توابع بخش کلیجان‌رستاق شهرستان ساری در استان مازندران ایران.

## جمعیت
این روستا در بخش کلیجانرستاق و در 45 کیلومتری جنوب شهرستان ساری در دهستان تنگه سلیمان قرار داشته و براساس آخرین سرشماری مرکز آمار ایران که در سال ۱۳۸۵ صورت گرفته، جمعیت آن ۱۶۴نفر (۵۵خانوار) بوده‌است.شغل اکثر مردمان این روستا کشاورزی، شامل کشت برنج در حاشیه رود تجن و در پایین دست سد شهید رجایی و همچنین گندم و کشت کلزا در مزارع اطراف روستاست. 